# 하시모토 모모코
하시모토 모모코(일본어: 橋本 桃呼, 2003년 6월 28일~)는 일본의 여성 아이돌이자, 패션 모델이다. 현재 일본 여성 아이돌 그룹 타카네노 나데시코 소속으로 활동 중이다.